# Viola hissarica
Viola hissarica är en violväxtart som beskrevs av Sergei Vasilievich Juzepczuk. Viola hissarica ingår i släktet violer, och familjen violväxter. Inga underarter finns listade i Catalogue of Life.